# Vărbilău
Vărbilău – wieś w Rumunii, w okręgu Prahova, w gminie Vărbilău. W 2011 roku liczyła 3388 mieszkańców.